# Estación de Elvas
La Estación Ferroviaria de Elvas, igualmente conocida como Estación de Elvas, es una plataforma ferroviaria de la Línea del Este, que sirve a la localidad de Elvas, en el Distrito de Portalegre, en Portugal; fue inaugurada el 4 de julio de 1863.

## Descripción

### Localización
Esta plataforma se encuentra en la zona de Fontainhas, junto a la ciudad de Elvas; tiene acceso por la travesía de la Estación.

### Vías de circulación y plataformas
Presentaba, en enero de 2011, dos vías de circulación, con 388 y 325 metros de longitud, y dos plataformas, que tenían ambas 45 metros de extensión, y 100 centímetros de altura.

## Historia

### SigloXIX

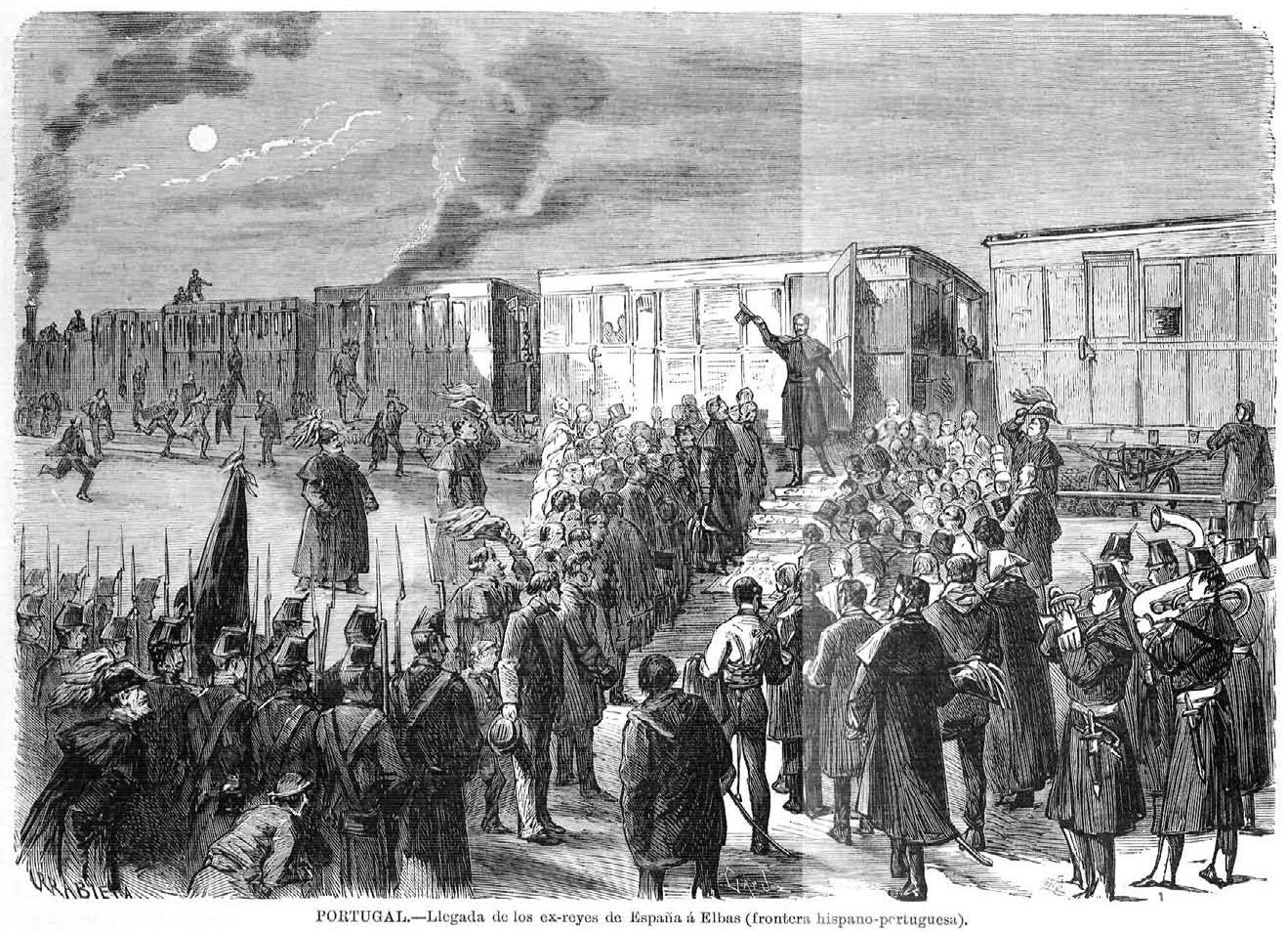
Llegada del exrey Amadeo a la estación de Elvas, dibujo de Urrabieta publicado en La Ilustración Española y Americana, febrero de 1873.

El tramo entre las estaciones de Crato y Elvas, de la Línea del Este, abrió a la explotación el 4 de julio de 1863, por la Compañía Real de los Caminhos de Ferro Portugueses; la línea entre Elvas y la frontera entró en servicio  el 24 de septiembre del mismo año.
En 1873, Amadeo I de España paró en esta estación, en su viaje de camino a Lisboa, después de abdicar del trono español; siendo recibido con una gran ceremonia, habiéndose presentado las autoridades portuguesas en la estación.

### SigloXX
En el año 1933, la Compañía de los Caminhos de Ferro Portugueses llevó a cabo obras de reparación y mejora en el edificio de pasajeros de esta estación.